# Banca pública
Una banca pública és una entitat bancària en la qual l'Estat o actors públics són els propietaris. Es tracta d'una empresa sota control estatal.
La banca pública és la banca que opera al servei de l'interès públic via institucions en propietat pública a través dels governs que els representen. Els bancs públics poden existir a tots els nivells, des de nivell local a regional o nacional o fins i tot internacional. Qualsevol organisme governamental que pugui satisfer les necessitats bancàries locals pot, en teoria, crear una institució financera.
La banca pública es distingeix de la banca privada en què les seves accions són motivades per l'interès públic. Bancs privats, per contra, busquen en general beneficis a curt termini per als accionistes o per aconseguir la seva expansió com la seva més alta prioritat. Els bancs públics són capaços de reduir els impostos dins de les seves jurisdiccions, perquè els seus beneficis són retornats al fons general de l'entitat pública.

## Els bancs públics i les ideologies
Pel socialisme, la banca pública és un actor clau en l'economia mundial, el símbol de la capacitat d'inversió de l'Estat amb el capitalisme privat.
En canvi, el liberalisme econòmic prefereix la seva privatització, la seva transformació en un grup privat, com a mesura per aconseguir el seu millor funcionament. I evitar les ingerències polítiques en assumptes bancaris.

## Bancs públics per països
Argentina
- Banco de la Nación Argentina
- Banco de la Provincia de Buenos Aires
- Banco de la Ciudad de Buenos Aires
- Banco de la Provincia de Córdoba

Brasil
- Banco do Brasil
- Caixa Econômica Federal
- Banco do Nordeste
- Banrisul

Xile
- BancoEstado

Espanya
- Argentaria
- Instituto de Crédito Oficial

Estats Units
- Bank of North Dakota[2] (Bank of North Dakota en anglès)

França
- La Banque postale (Creada l'1 de gener de 2006 mitjançant la transferència dels serveis financers de La Poste
- Caisse des dépôts et consignations
- Crédit municipal de Paris

Noruega
- DnB NOR

Rússia
- VEB

Veneçuela
- Banco de Venezuel
- Banco del Pueblo Soberano